# Hawa Jande Golakai
Hawa Jande Golakai (* 1. Juni 1979 in Frankfurt) ist eine liberianische Schriftstellerin.

## Leben
Hawa Jande Golakai wurde in Frankfurt geboren und wuchs in Liberia auf. Mit Beginn des liberianischen Bürgerkriegs 1989  floh ihre Familie und lebte in verschiedenen afrikanischen Ländern wie Togo, Ghana und Zimbabwe. 2003 kam Golakai als Studentin nach Kapstadt. Sie studierte Molekular- und Zellbiologie an der Universität Kapstadt und schloss 2005 mit dem Bachelor ab. 2008 erlangte sie den Master of Science an der medizinischen Fakultät der Universität Stellenbosch mit einer Schrift über Anzeichen für eine natürliche Immunität gegen Tuberkulose. Als ihre Arbeit als klinische Immunologin sie nicht zufriedenstellte, begann sie nebenberuflich mit dem Schreiben. Nach fast 10 Jahren in Südafrika zog sie zurück nach Liberia. Sie lebt mit ihrem Sohn in Monrovia.
Golakais Interesse an Forensik, das der Auslöser für ihre Berufswahl als Medizinerin gewesen war, führte auch dazu, dass sie sich als Autorin dem Genre Kriminalliteratur zuwandte. Als Inspiration dienen ihr unter anderem Werke von Edgar Allan Poe, Terry Pratchett und Bai T. Moore, wobei sie auch den Einfluss mystischer und fantastischer Elemente untersucht. Ihr erster Roman The Lazarus effect erschien 2011 bei Kwela. Er handelt von der in Kapstadt lebenden Journalistin Vee Johnson, die durch den liberianischen Bürgerkrieg traumatisiert ist und, geleitet durch ihre Halluzinationen, nach einem verschwundenen Mädchen forscht. Der Krimi war in Afrika ein Überraschungserfolg und wurde für den Wole Soyinka African fiction Award, University of Johannesburg Debut Book Prize und den South Africa’s Sunday Times Prize nominiert. 2016 wurde er bei Cassava Republic Press in London neu aufgelegt. 2015 erschien eine Fortsetzung um die Figur Vee Johnson unter dem Titel The Score.
Golakai veröffentlichte außerdem Artikel in Zeitschriften und Essays, die zum Teil in Anthologien aufgenommen wurden. Die Schriftstellerin Zukiswa Wanner zählte sie 2012 in einem Artikel für The Guardian zu den fünf besten afrikanischen Autoren. Bei dem Hay Festival of Literature & Arts 2014 wurde sie im Zuge des Projekts Africa39 ausgewählt als eine von 39 afrikanischen Autoren unter 40 Jahren, deren Arbeiten am vielversprechendsten waren. Ihr Text The Score, from a Novel in Progress erschien in der zugehörigen Anthologie Africa39 : new writing from Africa south of the Sahara bei Bloomsbury (2014). Zu Golakais bekannteren Essays gehört auch Fugee, ein persönlicher Erfahrungsbericht über die Ebola-Krise in Liberia. Er erschien in Safe House: Explorations in Creative Nonfiction (2016) und wurde 2017 mit dem Brittle Paper Award ausgezeichnet.
2019 wurde sie in die Anthologie New Daughters of Africa von Margaret Busby aufgenommen.

## Ausgewählte Werke
- The Lazarus effect, Kwela, Kapstadt 2011 und Cassava Republic Press, London 2016
- The Score, Kwela, Kapstadt 2015 und Cassava Republic Press, London 2017